# Elicena Andrada
Elicena Andrada Orrego (Asunción, 26 de noviembre  de 1994) es una modelo paraguaya, ganadora del concurso Miss Universo Paraguay 2023 y representó a Paraguay en el Miss Universo 2023 en San Salvador, El Salvador.

## Biografía
Andrada nació en  y creció en Asunción. Es licenciada en bellas artes. Junto con su familia, a la edad de 10 años, fue a vivir a España, donde se encuentra radicada desde entonces. Trabaja como modelo comercial en España y también es tatuadora a la que le encanta dibujar y hacer snowboard. Realizó cursos en la Universidad de Harvard sobre protección infantil y derechos del niño.

## Concursos de belleza

### Miss América Latina del Mundo 2017
El 7 de octubre de 2017, Andrada representó a España Latina en Miss América Latina del Mundo 2017, compitió contra otras 19 candidatas en Bahías de Huatulco en Oaxaca, México y ganó el título.

### Miss Grand Paraguay 2021
El 3 de junio de 2021, Andrada representó a la comunidad paraguaya de España en Miss Grand Paraguay 2021 y compitió contra otras 21 candidatas en el Hotel Guaraní de Asunción. Quedó como tercera finalista y perdió ante la finalmente ganadora Jimena Sosa.

### Reinas del Paraguay
El 27 de agosto de 2022, Andrada se unió a Reinas del Paraguay 2022 y compitió contra otras 14 candidatas en el Paseo La Galería Centro de Eventos de Asunción. Quedó como primera finalista y perdió ante la eventual ganadora Dahiana Benítez Gatzke como Miss Mundo Paraguay 2022.
Andrada se unió una vez más a Reinas del Paraguay 2023 y fue coronada Miss Universo Paraguay 2023 el 25 de junio de 2023 en el Paseo La Galería Centro de Eventos de Asunción.

### Miss Universo 2023
El 18 de noviembre de 2023, Andrada representó a Paraguay en el Miss Universo 2023 en San Salvador, El Salvador.